# Lublin
Lublin (jidd. לובלין Lublin) ist die Hauptstadt der gleichnamigen Woiwodschaft im Osten Polens und liegt rund 160 Kilometer südöstlich der Hauptstadt Warschau. Die größte polnische Stadt östlich der Weichsel ist mit circa 340.000 Einwohnern (Stand: 2019) die neuntgrößte Stadt des Landes. Lublin ist Sitz von fünf Universitäten.
Lublin gehörte zu den wichtigen Zentren in der polnischen Geschichte. 1569 wurde hier die Lubliner Union geschlossen. 1809 und 1944/45 war Lublin kurzzeitig Hauptstadt eines neuen polnischen Staates.

## Stadtgliederung

Stadtbezirke Lublins

Die Stadt Lublin umfasst ein Territorium von 147,5 km². Sie gliedert sich in 27 administrative Stadtbezirke (Stand: Februar 2022):
- Śródmieście (Innenstadt)
- Stare Miasto (Altstadt)
- Abramowice
- Bronowice
- Czechów Południowy
- Czechów Północny
- Czuby Południowe
- Czuby Północne
- Dziesiąta
- Felin
- Głusk
- Hajdów-Zadębie
- Kalinowszczyzna
- Konstantynów
- Kośminek
- Ponikwoda
- Rury
- Sławin
- Sławinek
- Szerokie
- Tatary
- Węglin Południowy
- Węglin Północny
- Wieniawa
- Wrotków
- Za Cukrownią
- Zemborzyce

## Geschichte

### Anfänge

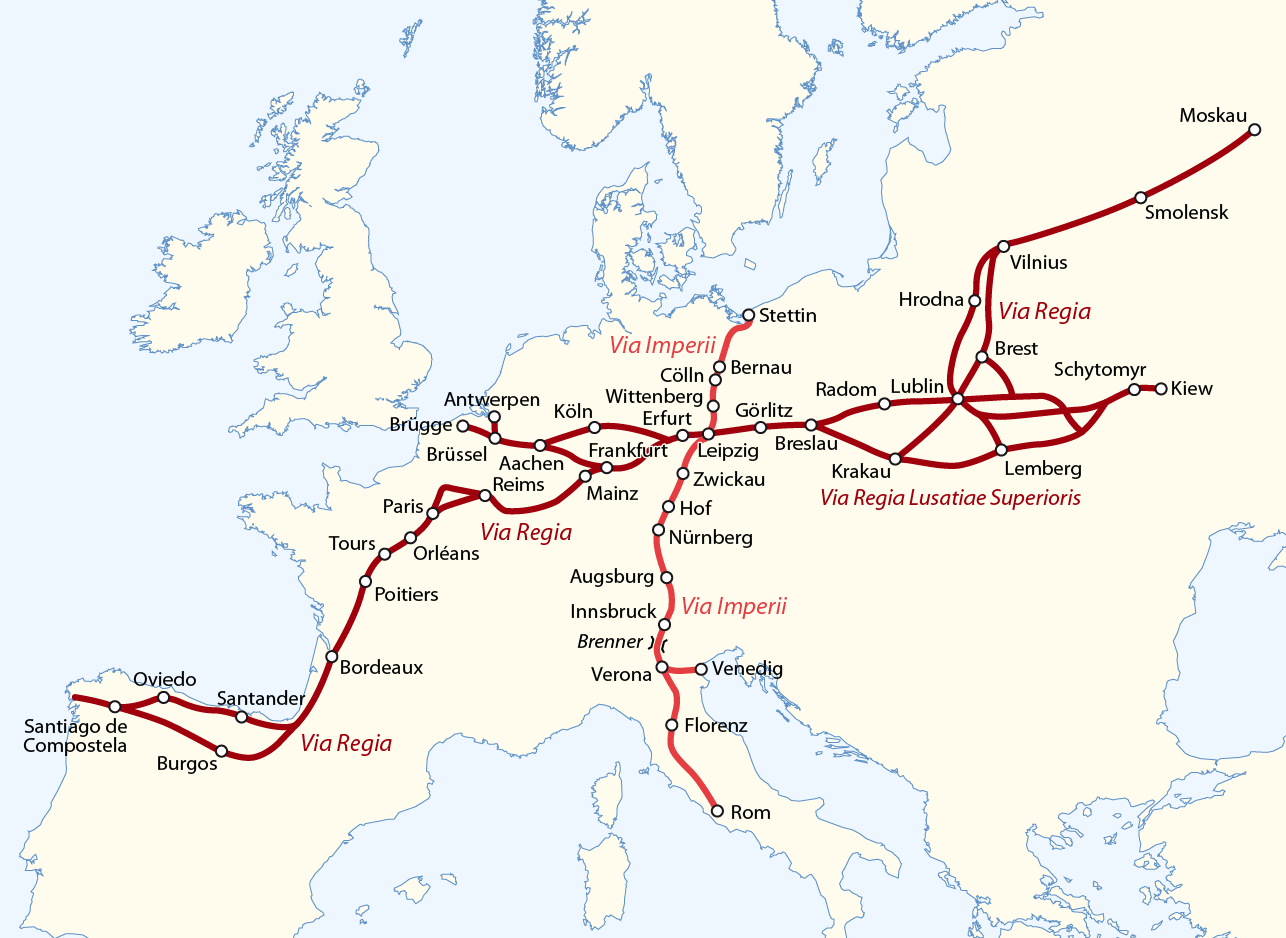
Verlauf der Via Regia (dunkleres Rot) und Via Imperii in Europa; deutlich lässt sich erkennen, dass Lublin im Schnittpunkt mehrere Teilverbindungen der Via Regia liegt

Archäologische Funde belegen, dass hier schon vor 5000 Jahren Menschen siedelten. Die Vorgeschichte begann im 6. Jahrhundert mit einer Ansiedlung auf dem Hügel Czwartek, die Stadtgeschichte mit der Errichtung einer Burganlage vor über 700 Jahren.
1198 wurde Lubelnia erstmals erwähnt. Der Ortsname wurde vom Personennamen *Lubla/*Lubel mit dem Suffix -in abgeleitet. 1205 belagerte Fürst Roman von Wolhynien erfolglos die Burg lvblyn.
1241 wurde Lublin von den Tataren zerstört. 1244 wurde es von Litauern mit Prußen und Jatwingern erobert.
Im gleichen Jahr eroberte Fürst Daniel Romanowitsch von Galizien den Ort und befestigte ihn.
Im Schutz der Burg entwickelte sich die Siedlung zu einem wichtigen Handelszentrum. Ihr wurde am 15. August 1317 durch Władysław I. Ellenlang das Magdeburger Stadtrecht verliehen.
Die Stadtanlage wuchs durch den Zuzug von Handwerkern und Händlern, zum großen Teil deutscher Herkunft.

### Aufschwung
Da Lublin an der Via Regia von Breslau nach Kiew zwischen Krakau und Wilna liegt, gab es zur Zeit der polnisch-litauischen Union einen großen Aufschwung.
Im Jahr 1474 gründete Kasimir IV. Jagiełło hier die Hauptstadt der neu geschaffenen Provinz Lublin. Durch italienische Baumeister und Künstler wurden die mittelalterlichen Burg- und Festungsbauwerke zu einer befestigten königlichen Residenz im Baustil der italienischen Renaissance umgebaut. In der heutigen Altstadt entstanden zahlreiche Kirchen und Klöster sowie prächtige Handelshäuser und adelige Stadtpaläste. Die 1282 errichtete gotische Michaelskirche bestand bis 1852.
Im 16. Jahrhundert war Lublin eines der Zentren der vom Adel getragenen Reformation.

### Lubliner Union 1569

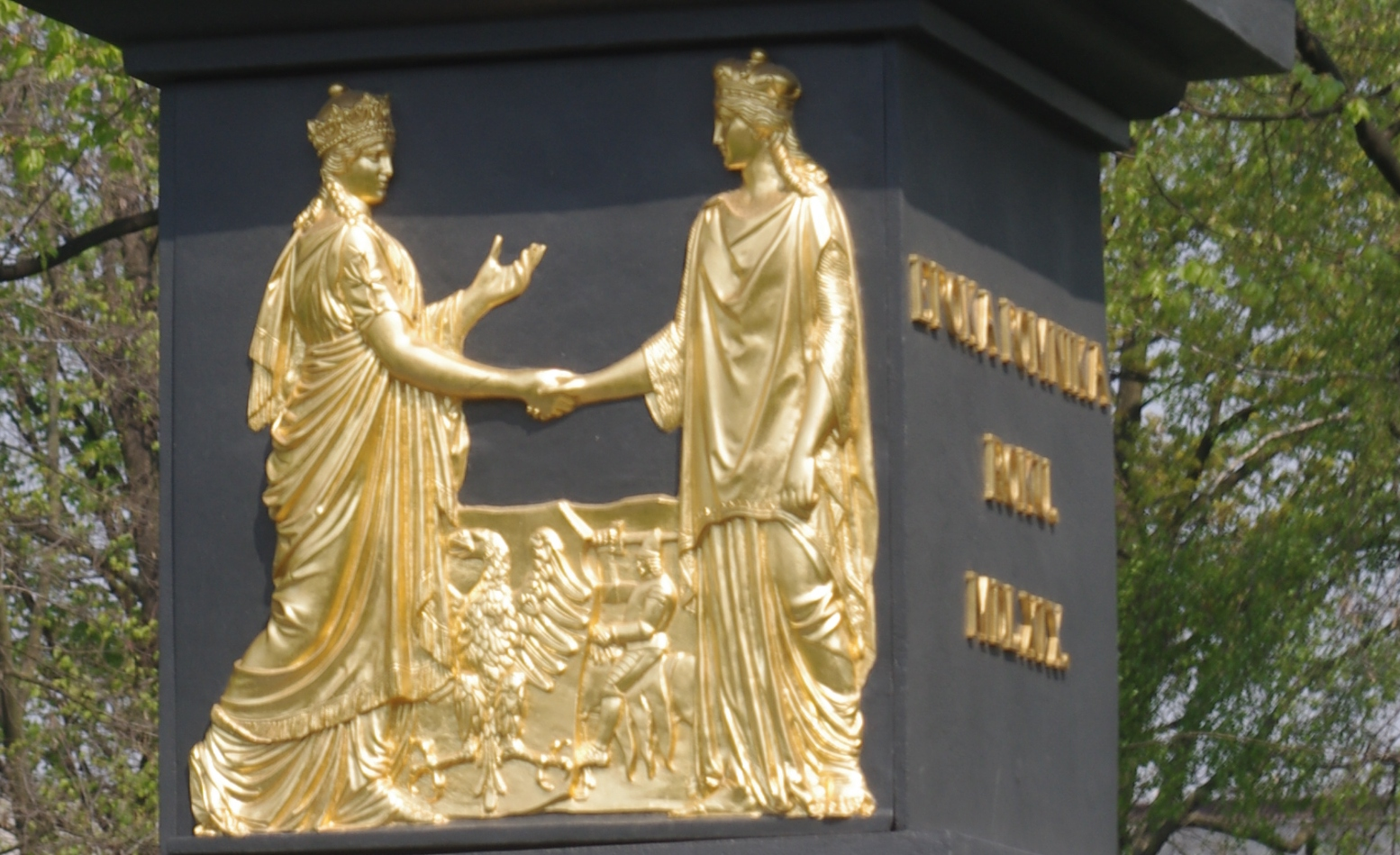
Obelisk zur Erinnerung an die Union von Lublin aus dem Jahre 1828 auf dem Litauischen Platz in Lublin (Entwurf: Stanisław Staszic, Ausführung: Feliks Bentkowski, hier Paul Malinski)

1569 wurde in Lublin die Realunion zwischen Polen und Litauen vollzogen. Damit wuchs die regionale Bedeutung der Stadt. Lublin war in dieser Zeit eines der wichtigsten Zentren Polens.
Für die politische Bedeutung und die wirtschaftliche Prosperität Lublins war die Verlegung der Hauptstadt von Krakau nach Warschau 1596 ein schwerer Schlag, weil die Stadt nun abseits der wichtigsten Verkehrs- und Handelsrouten lag. Bedingt durch die Kriegswirren des 17. Jahrhunderts folgte der wirtschaftliche und kulturelle Abstieg.
Im Zuge der Gegenreformation wurden 1631 die Protestanten gewaltsam aus der Stadt vertrieben. Wenig später emigrierten viele Händler. 1655 plünderten Kosaken die Stadt und im Jahre darauf schwedische Soldaten. Nach dem Nordischen Krieg begann der Wiederaufbau der Stadt. Stanislaus II. August Poniatowski gestattete den Protestanten, sich wieder in der Stadt anzusiedeln. So wurde 1784 die Dreifaltigkeitskirche errichtet.

### Österreich
Im Jahre 1792 wurde die Stadt auf Befehl von Katharina II. von russischen Truppen besetzt. Mit der Dritten Teilung Polens kam Lublin 1795 zu Österreich. Im Jahr 1807, nach einem verheerenden Brand vier Jahre zuvor, zählte Lublin nur noch knapp 7.000 Einwohner und war damit an einem historischen Tiefpunkt angelangt. Im österreichischen Feldzug gegen das Herzogtum Warschau besetzten Truppen des Herzogtums Warschau im Mai 1809 Lublin. Es kam im Frieden von Schönbrunn zum Herzogtum und 1815 zu Kongresspolen, einem in Personalunion mit dem Russischen Reich regierten Staat. Der Adel verließ die Stadt und zog aufs Land.

### Kaiserreich Russland
1837 wurde Lublin russische Provinzhauptstadt. Nach weiterer ökonomischer und demographischer Auszehrung durch die napoleonischen Kriege hatte wieder ein allmählicher Bevölkerungsanstieg eingesetzt, der stärkere Impulse von der Industrialisierung erhielt, die hier allerdings nicht vor den 1880er Jahren einsetzte. Dieses Wachstum erreichte jedoch nie die Ausmaße anderer Industriestädte, sodass Lublin bei Ausbruch des Ersten Weltkriegs erst rund 83.000 Einwohner hatte. Im Ersten Weltkrieg war Lublin vom Sommer 1915 bis November 1918 von den verbündeten deutschen und österreichisch-ungarischen Armeen besetzt.

### Zweite Polnische Republik
Seit 1918 war die Stadt wieder Bestandteil eines unabhängigen polnischen Staates. Kurz vor der Wiedererlangung der Unabhängigkeit wurde in Lublin am 27. Juli 1918 die Katholische Universität als Nachfolgeeinrichtung der von den Bolschewiki geschlossenen Höheren Theologischen Akademie in St. Petersburg gegründet.

### Unter deutscher Besatzung
Während der deutschen Besetzung Polens war die Stadt Teil des „Generalgouvernements“. Im Vorfeld hatte die polnische Regierung beschlossen, dass im Falle eines Krieges Lublin vorübergehender Sitz des Präsidenten wird. Der erste Luftangriff auf die Stadt erfolgte am 2. September 1939. Wenig später wurde die Stadt besetzt und Teile der polnischen Intelligenz erschossen. Auf der Burg wurde ein Gestapo-Gefängnis eingerichtet. Die Stadt wurde Hauptquartier für die Aktion Reinhardt, deren Ziel die Ermordung aller Juden und Roma im Generalgouvernement war. Die jüdische Bevölkerung der Stadt Lublin wurde in ein Ghetto gezwungen, in dem zeitweise 26.000 Menschen lebten. Ein Großteil der Bevölkerung wurde deportiert und ermordet.

### Volksrepublik Polen
Vom 23. Juli 1944 bis zum 17. Januar 1945 war Lublin Sitz einer nur von der Sowjetunion unter Josef Stalin anerkannten polnischen Regierung. Dieses Polnische Komitee der Nationalen Befreiung schuf unter der Regie der Sowjetregierung und besonders des NKWD die Voraussetzung für ein totalitär geführtes Nachkriegspolen. Das Gefängnis auf der Burg wurde bis 1954 weitergenutzt.
Nach dem Zweiten Weltkrieg erfolgte ein rascher Wiederaufbau der historischen Altstadt, an der Peripherie wurden mehrere Trabantenstädte gebaut.
Im Juli 1980 begann in und um Lublin eine Streikbewegung, die nach zwei Wochen durch Konzessionen der kommunistischen Regierung eingestellt wurde. Wenig später führten die Streiks in Danzig und anderen Teilen Polens zur Gründung der Solidarność.
Seit den 1960er Jahren wurden mehrere Großwohnsiedlungen in Plattenbauweise errichtet. Beispielhaft hierfür ist das nördlich gelegene Viertel Czechów, das ab den 1970er Jahren erschlossen und nachfolgend mit Wohnblöcken bebaut wurde. Viele dieser Gebäude wurden in den letzten Jahren saniert. Die Fassaden der Plattenbauten wurden teils aufwändig umgestaltet.

### Dritte Polnische Republik
Ungeachtet des einstigen Großsiedlungsbaus, prägen gegenwärtig zumeist Mehrfamilienhäuser das „neue“ Stadtbild, z. B. das südwestlich gelegene Viertel Węglinek seit 2009.
2017 erhielt die Stadt den Europapreis für ihre herausragenden Bemühungen um den europäischen Integrationsgedanken.

## Einwohnerentwicklung

Einwohnerentwicklung

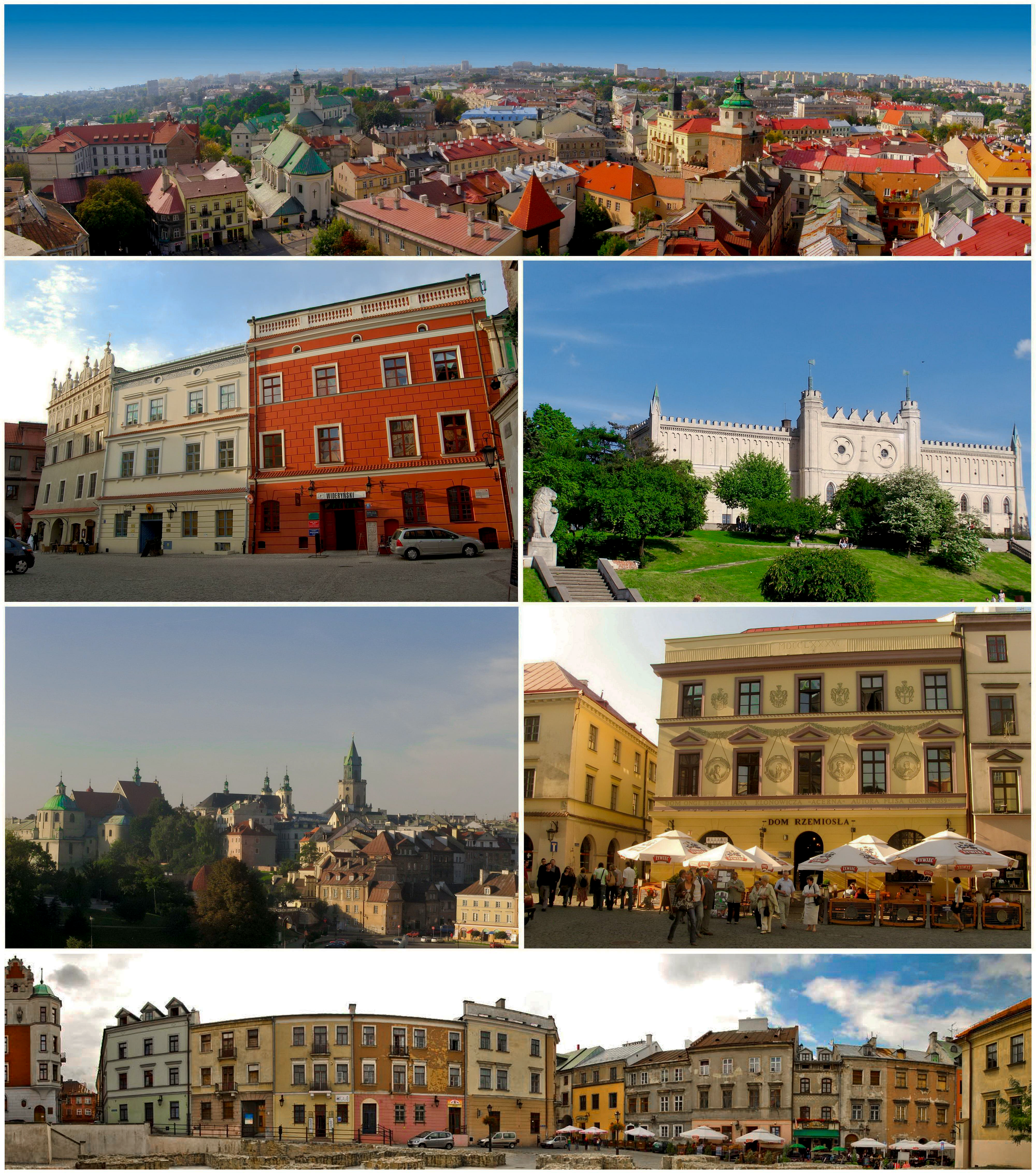
Stadtteilansichten Lublins

Lublin steht mit 353.000 Einwohnern auf Platz 9 der Einwohnerstatistik polnischer Städte. In der Stadt leben auch etwa 100.000 Studenten. Die Arbeitslosenquote beträgt 8,9 % (nach GUS). Am Ende des 20. Jahrhunderts gab es eine deutliche Bevölkerungszunahme.
- 1807 – 07.082[8]
- 1814 – ca. 12.500
- 1829 – ca. 15.800
- 1870 – 021.346 (davon ca. 51 % Juden)
- 1900 – 057.237
- 1914 – 083.126
- 1939 – 122.000
- 1946 – 099.400
- 1970 – 238.500
- 1980 – 304.400
- 1990 – 351.400
- 2000 – 355.800
- 2004 – 355.998
- 2006 – 354.967 (nach GUS)
- 2007 – 353.483 (nach GUS-Jahresbericht)
- 2009 – 349.440 (nach GUS)

## Religion

### Christentum

#### Römisch-katholische Kirche
Lublin ist der Sitz des gleichnamigen Erzbistums, in dessen Gebiet 97,6 % der Einwohner katholisch sind (Stand Dezember 2011). Bischofskirche ist die „Erzkathedrale des hl. Johannes des Täufers und des hl. Johannes des Evangelisten“.

#### Evangelisch-Augsburgische Kirche
In der Stadt Lublin besteht eine evangelisch-augsburgische (lutherische) Pfarrei, von der aus die Filialkirche in Kuzawka (Gmina Hanna, Powiat Włodawski) mitversorgt wird. Sie ist der Diözese Warschau der Evangelisch-Augsburgischen Kirche in Polen zugeordnet.

### Judentum

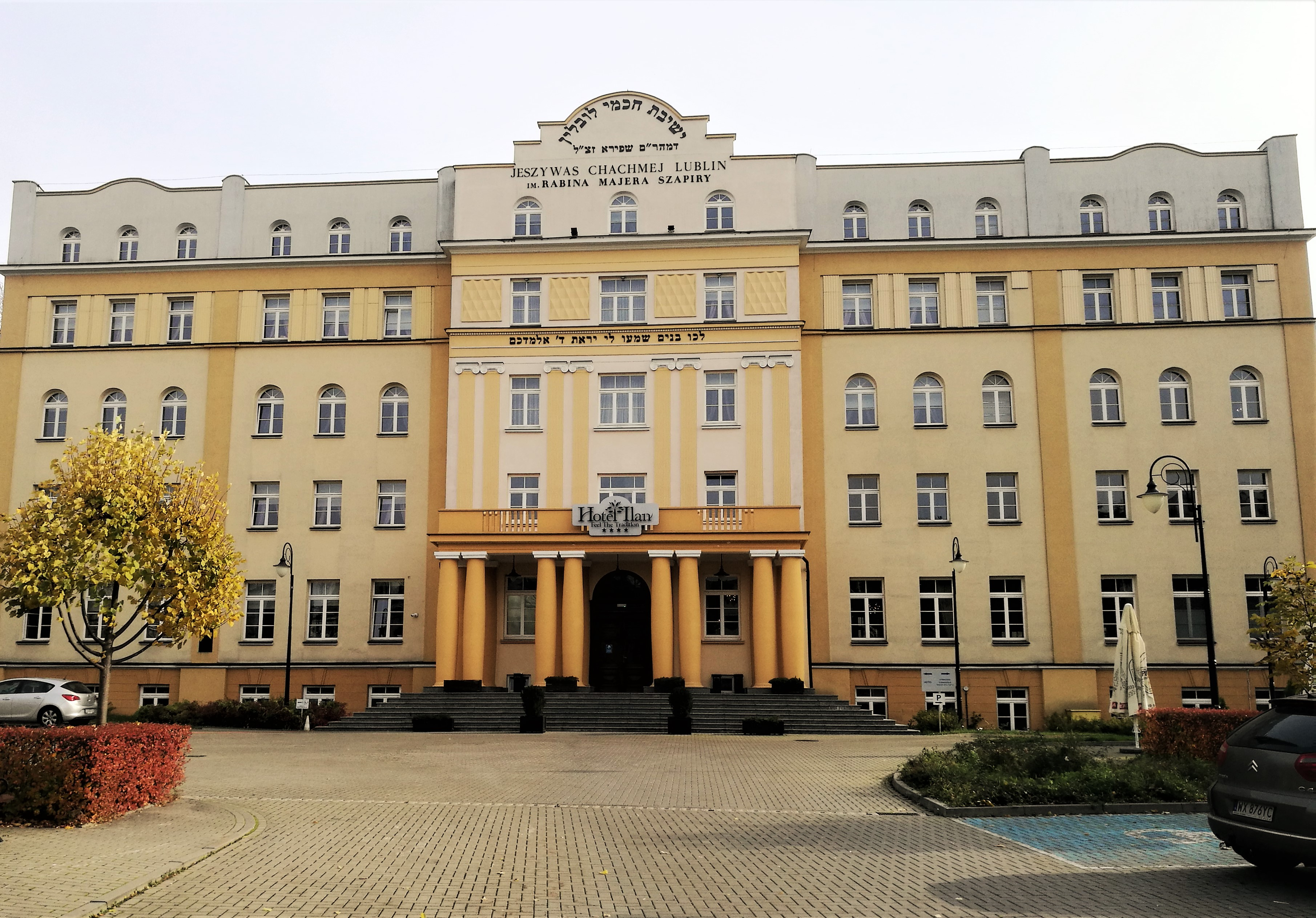
Chachmei Lublin Jeschiwa

Seit dem 14. Jahrhundert gab es eine jüdische Kaufmannssiedlung am Fuße der Burg.
Im 16. und 17. Jahrhundert war Lublin das wichtigste Zentrum jüdischer Kultur in Polen. 1517 wurde hier die erste Jeschiwa in Polen gegründet, 1547 die zweite hebräische Druckerei Ostmitteleuropas. Lublin wurde wichtigster Versammlungsort des jüdischen Rates der vier Länder für Polen.
An den Jeschiwot von Salomo Luria und Meir Lublin lernten Schüler aus vielen Teilen Polen-Litauens.
Mit der Übersiedlung Jaakow Jizchak Horowitz’, des Sehers von Lublin, in die Stadt um 1792 wurde Lublin ein Zentrum des Chassidismus. Für Ostjuden wurde Lublin Shtot von toyre, rabbones und khsides und polnisches Jerusalem. Unter der Burg lebten die meisten Juden der Stadt in äußerst kargen Verhältnissen.
Seit 1862 konnten sich Juden in der ganzen Stadt niederlassen.
1865 waren 59 % der Einwohner Lublins Juden, 1900 47 %. Im Jahr 1930 wurde unter Jehuda Meir Shapiro und in Anwesenheit von 20.000 Menschen die Chachmei Lublin Jeschiwa (hebräisch ישיבת חכמי לובלין) geweiht. Diese Hochschule des orthodoxen Judentums war die größte Talmudschule der damaligen Welt.
1939 besetzten deutsche Truppen die Stadt. Die Hochschule musste schließen. Es wurde ein Ghetto eingerichtet. Die Ghettobewohner wurden in Konzentrationslager deportiert. Über 14.000 jüdische Einwohner der Stadt wurden getötet. 1942 wurden die Reste der ehemaligen jüdischen Stadt gesprengt und abgetragen.
Im heutigen Stadtteil Kośminek befand sich während des Zweiten Weltkriegs das Vernichtungslager Majdanek.
Lediglich 230 Lubliner Juden überlebten die deutsche Besatzung in der Stadt.

## Politik

### Stadtpräsident
An der Spitze der Verwaltung steht ein Stadtpräsident. Seit 2010 ist dies Krzysztof Żuk von der Platforma Obywatelska. Bei der Wahl 2024 wurde sein Wahlkomitee außer von den Parteien der Koalicja Obywatelska auch von den Wahlbündnissen Trzecia Droga und Lewica sowie lokalen Bewegungen unterstützt. Die Wahl führte zu folgendem Ergebnis:
- Krzysztof Żuk (Wahlkomitee Krzysztof Żuk) 57,5 % der Stimmen
- Robert Derewenda (Prawo i Sprawiedliwość) 34,3 % der Stimmen
- Marcin Nowak (Konfederacja und unabhängige lokale Verwaltungen) 6,0 % der Stimmen
- Übrige 2,2 % der Stimmen

Damit wurde Amtsinhaber Żuk erneut bereits im ersten Wahlgang wiedergewählt.
Bei der Wahl 2018 wurde sein Wahlkomitee außer von der PO auch von Nowoczesna, der PSL, der SLD und lokalen Bewegungen unterstützt. Die Wahl führte zu folgendem Ergebnis:
- Krzysztof Żuk (Wahlkomitee Krzysztof Żuk) 62,3 % der Stimmen
- Sylwester Tułajew (Prawo i Sprawiedliwość) 31,5 % der Stimmen
- Jakub Kulesza (parteilos) 3,0 % der Stimmen
- Übrige 3,2 % der Stimmen

Damit wurde Żuk bereits im ersten Wahlgang wiedergewählt.

### Stadtrat
Der Stadtrat besteht aus 31 Mitgliedern und wird direkt gewählt. Die Stadtratswahl 2024 führte zu folgendem Ergebnis:
- Wahlkomitee Krzysztof Żuk 53,2 % der Stimmen, 18 Sitze
- Prawo i Sprawiedliwość (PiS) 34,8 % der Stimmen, 13 Sitze
- Konfederacja und unabhängige lokale Verwaltungen 8,4 % der Stimmen, kein Sitz
- Übrige 3,6 % der Stimmen, kein Sitz

Die Stadtratswahl 2018 führte zu folgendem Ergebnis:
- Wahlkomitee Krzysztof Żuk 54,5 % der Stimmen, 19 Sitze
- Prawo i Sprawiedliwość (PiS) 36,0 % der Stimmen, 12 Sitze
- Kukiz’15 / KORWiN 4,4 % der Stimmen, kein Sitz
- Wahlkomitee Lubliner Stadtbewegung 3,1 % der Stimmen, kein Sitz
- Übrige 2,0 % der Stimmen, kein Sitz

### Städtepartnerschaften
Lublin unterhält mit folgenden Städten Partnerschaften:
| Stadt                | Land                             | seit | Typ                |
| -------------------- | -------------------------------- | ---- | ------------------ |
| Alcalá de Henares    | Madrid, Spanien                  | 2001 | Partnerstadt       |
| Bari                 | Apulien, Italien                 | 2020 | Memorandum         |
| Brest                | Belarus                          | 2009 | beendet 2022       |
| Charkiw              | Ukraine                          | 2022 | Partnerstadt       |
| Debrecen             | Észak-Alföld, Ungarn             | 1995 | Partnerstadt       |
| Delmenhorst          | Niedersachsen, Deutschland       | 1992 | Partnerstadt       |
| Dnipro               | Dnipropetrowsk, Ukraine          | 2017 | Memorandum         |
| Erie                 | Pennsylvania, Vereinigte Staaten | 1999 | Partnerstadt       |
| Granada              | Andalusien, Spanien              | 2012 | Memorandum         |
| Graz                 | Steiermark, Österreich           | 2019 | Memorandum         |
| Hjørring             | Nordjylland, Dänemark            | 2017 | Memorandum         |
| Iwano-Frankiwsk      | Ukraine                          | 2009 | Partnerstadt       |
| Jiading, Shanghai    | Huadong, Volksrepublik China     | 2012 | Memorandum         |
| Jiaozuo              | Zhongnan, Volksrepublik China    | 2010 | Partnerstadt       |
| Kamjanez-Podilskyj   | Chmelnyzkyj, Ukraine             | 2016 | Memorandum         |
| Krywyj Rih           | Dnipropetrowsk, Ukraine          | 2023 | Partnerstadt       |
| Lancaster            | England, Vereinigtes Königreich  | 1994 | Partnerstadt       |
| Luhansk              | Ukraine                          | 1996 | Partnerstadt       |
| Luzk                 | Wolyn, Ukraine                   | 1996 | Partnerstadt       |
| Lwiw                 | Ukraine                          | 2004 | Partnerstadt       |
| Maribor              | Untersteiermark, Slowenien       | 2017 | Memorandum         |
| Münster              | Nordrhein-Westfalen, Deutschland | 1991 | Partnerstadt       |
| Nancy                | Grand Est, Frankreich            | 1988 | Partnerstadt       |
| Nikšić               | Montenegro                       | 2015 | Memorandum         |
| Nilüfer              | Bursa, Türkei                    | 2014 | Partnerstadt       |
| Novi Sad             | Vojvodina, Serbien               | 2013 | Memorandum         |
| Nykøbing Falster     | Sjælland, Dänemark               | 1992 |                    |
| Omsk                 | Sibirien, Russland               | 2009 | beendet 2022       |
| Panevėžys            | Litauen                          | 1999 | Partnerstadt       |
| Pernik               | Bulgarien                        | 2001 | Partnerstadt       |
| Poprad               | Prešovský, Slowakei              | 2015 |                    |
| Ramallah             | Westjordanland, Palästina        | 2010 | Memorandum         |
| Rischon LeZion       | haMerkas, Israel                 | 1992 | Partnerstadt       |
| Riwne                | Ukraine                          | 2013 | Partnerstadt       |
| Schytomyr            | Ukraine                          | 2023 | Memorandum         |
| Stari Grad , Belgrad | Serbien                          | 2017 | Partnerschaft      |
| Starobilsk           | Luhansk, Ukraine                 | 1996 | Partnerstadt       |
| Sumy                 | Ukraine                          | 2013 | Partnerstadt       |
| Tiflis               | Georgien                         | 2014 | Partnerstadt       |
| Tilburg              | Noord-Brabant, Niederlande       | 1996 | Partnerstadt       |
| Timișoara            | Banat, Rumänien                  | 2016 | Partnerstadt       |
| Tirana               | Albanien                         | 2019 | Städtefreundschaft |
| Vilnius              | Litauen                          | 2019 | Städtefreundschaft |
| Viseu                | Centro, Portugal                 | 1998 | Partnerstadt       |
| Wanadsor             | Lori, Armenien                   | 2017 | Städtefreundschaft |
| Windsor              | Ontario, Kanada                  | 2000 | Partnerstadt       |
| Winnyzja             | Ukraine                          | 2013 | Städtefreundschaft |
| Wizebsk              | Belarus                          | 2018 | beendet 2022       |
| Xiangyang            | Zhongnan, Volksrepublik China    | 2015 | Städtefreundschaft |

### Ausländische Vertretungen und Konsulate
In Lublin befinden sich vier ausländische Vertretungen bzw. Konsulate:
- Honorarkonsulat des Vereinigten Königreichs
- Generalkonsulat der Ukraine
- Honorarkonsulat der Bundesrepublik Deutschland
- Honorarkonsulat von Brasilien

## Kultur und Sehenswürdigkeiten

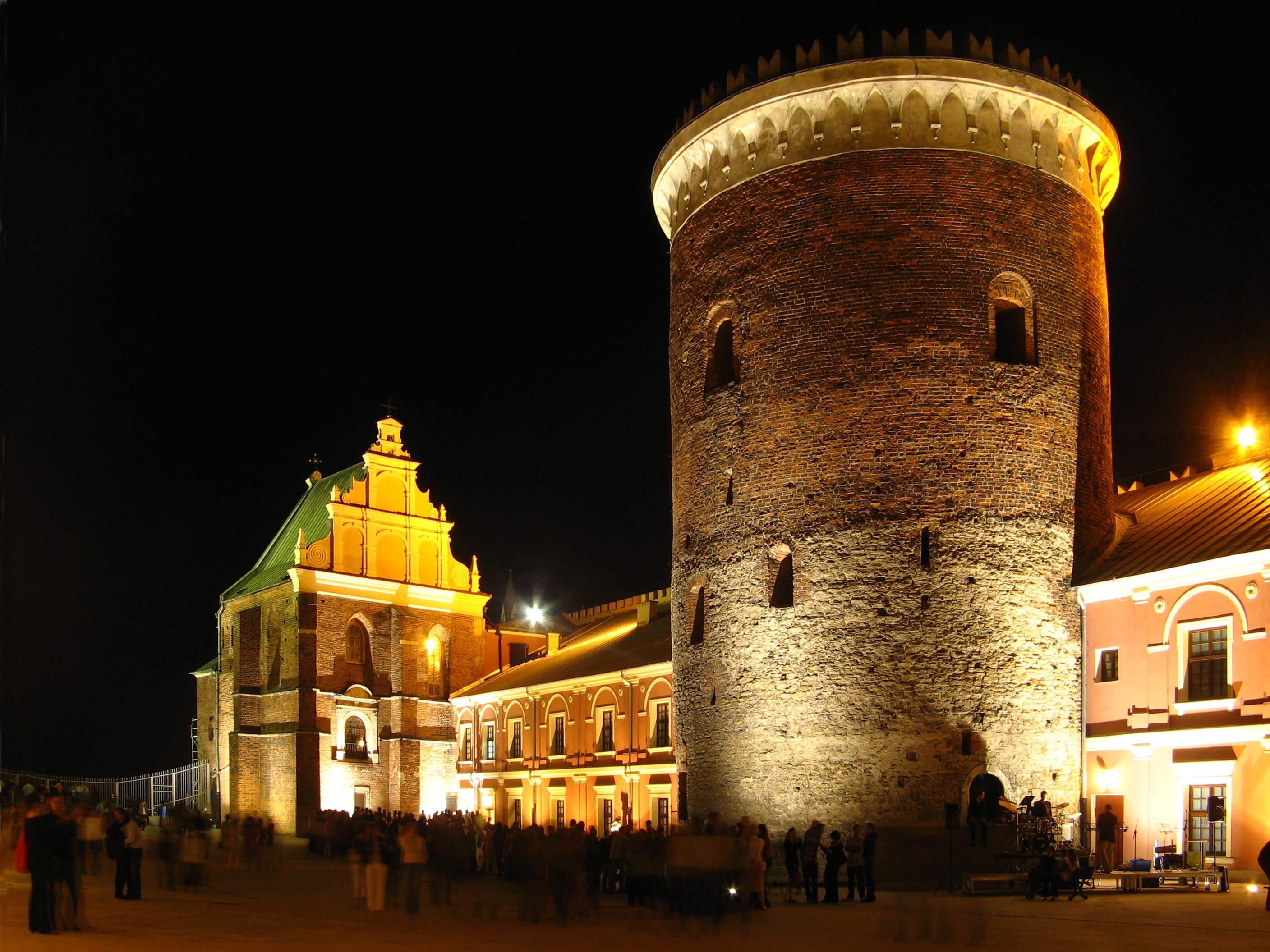
Burg von Lublin

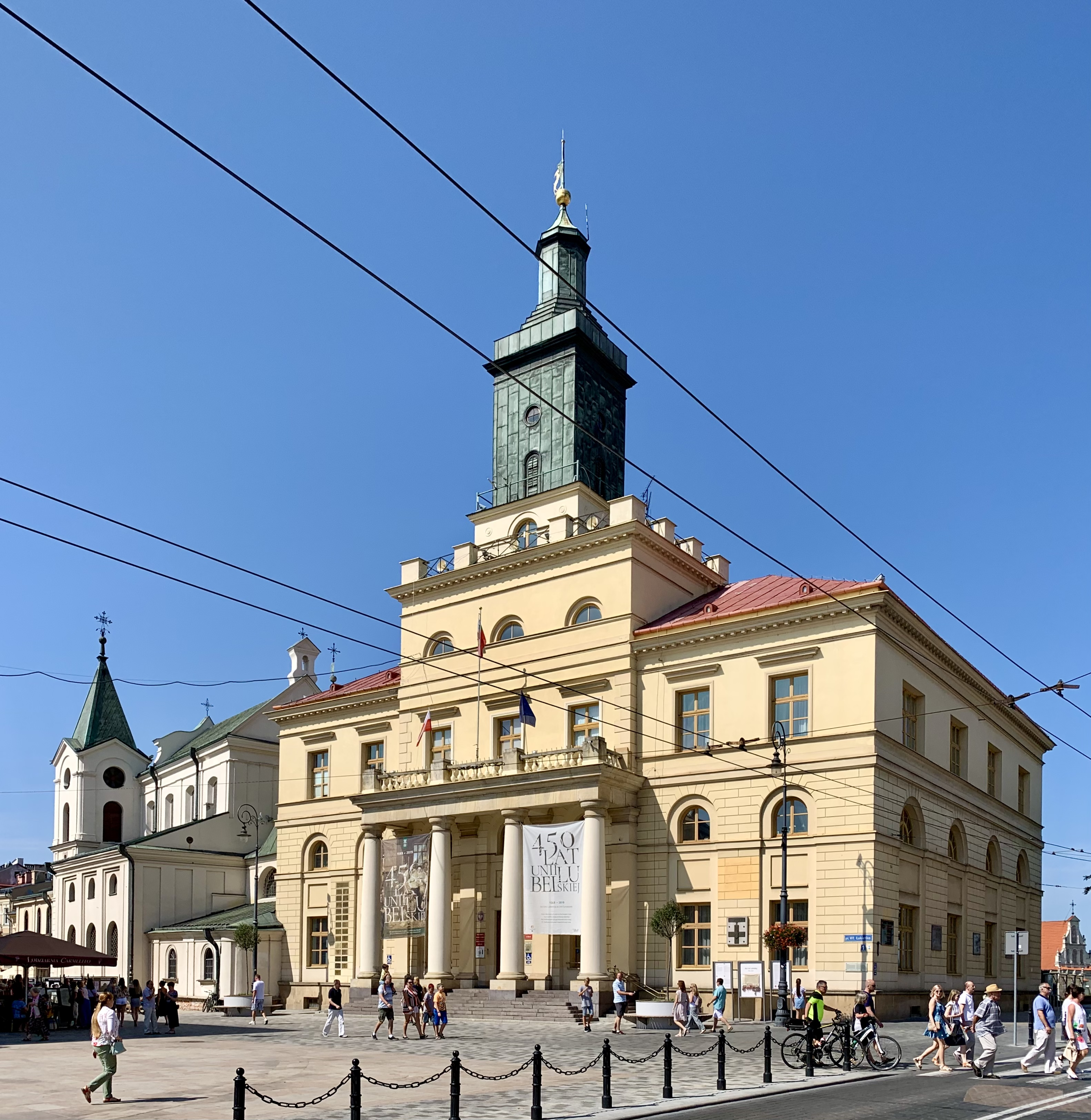
Rathaus von Lublin

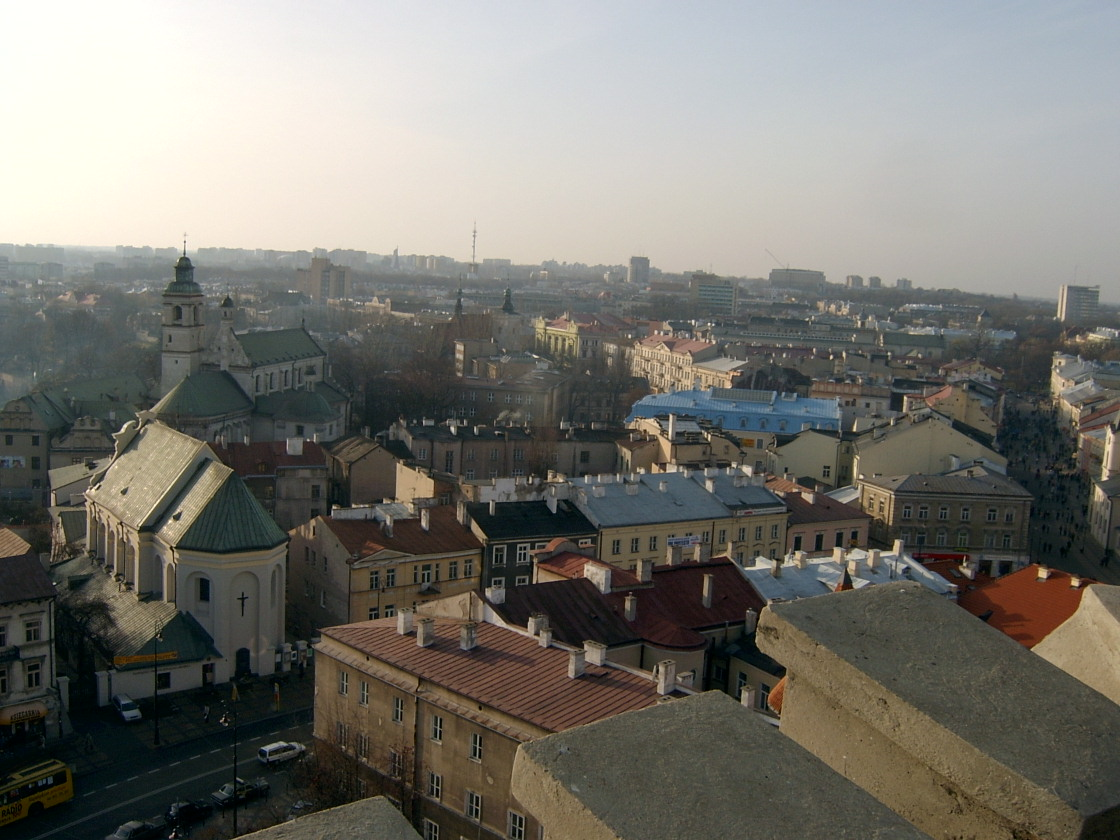
Sicht über Teile von Lublin

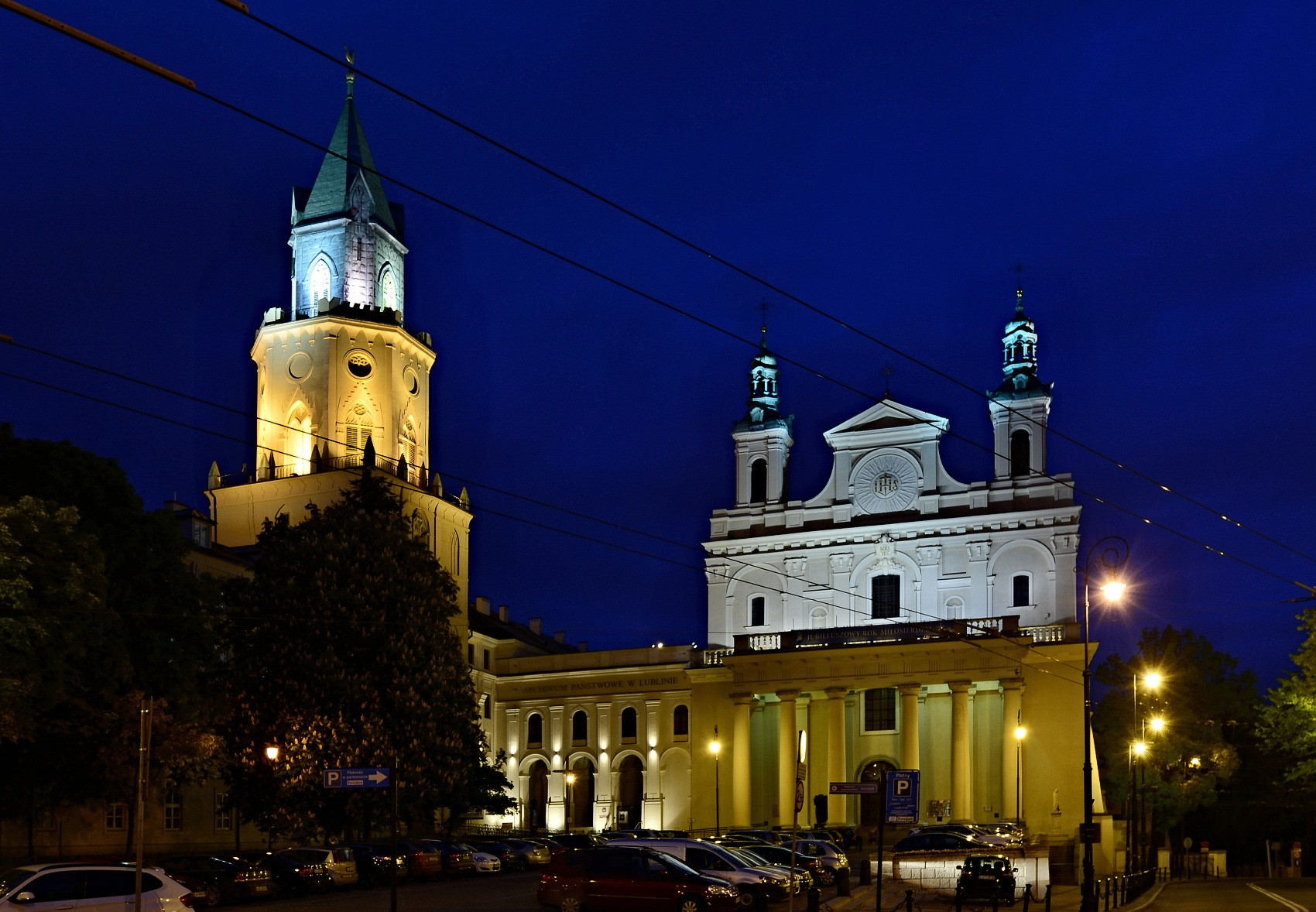
Der Trinitarische Turm und der Lubliner Dom

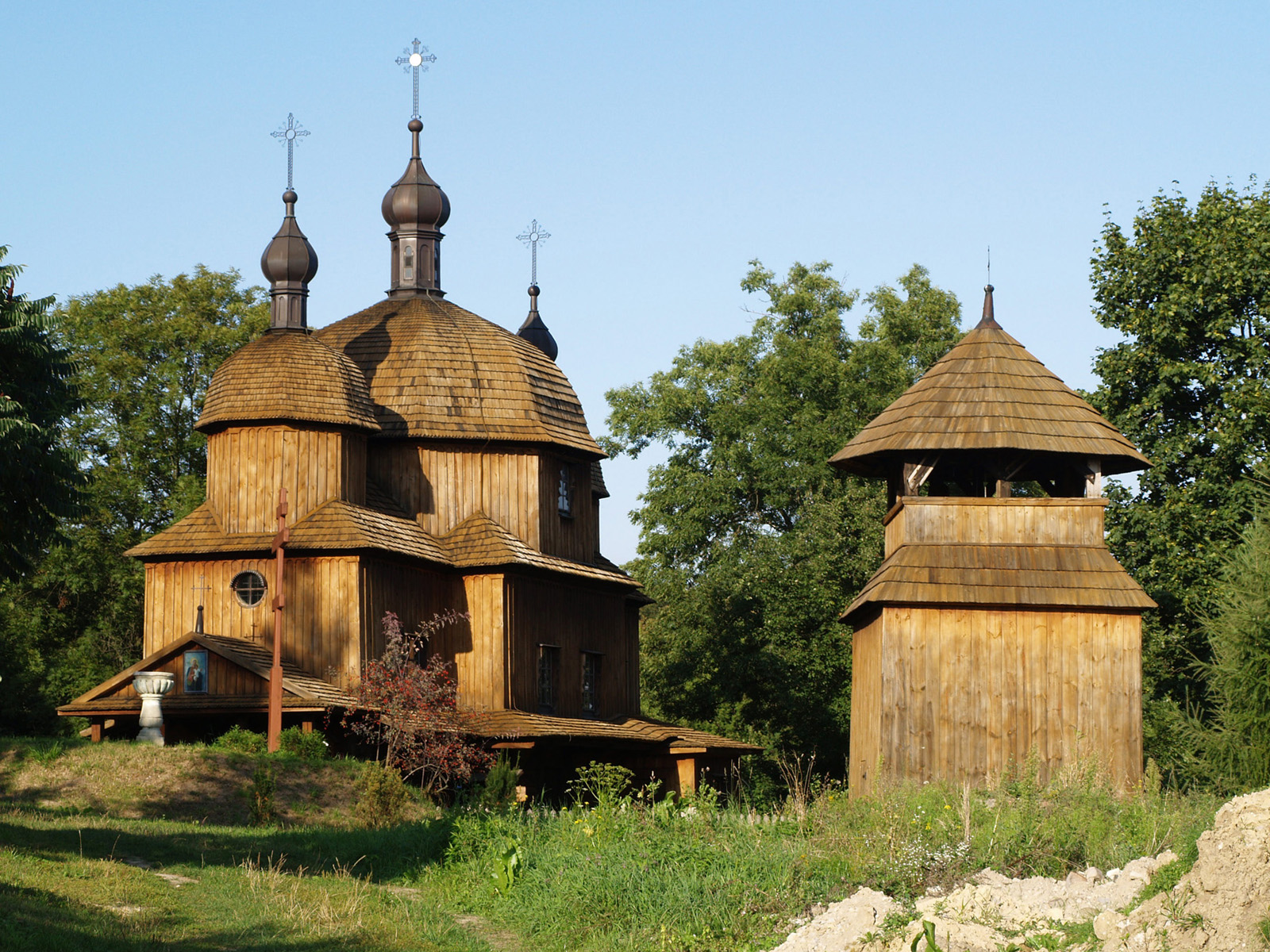
Im ethnographischen Museum

In der Innenstadt befinden sich viele historische Gebäude aus dem 15. bis 17. Jahrhundert, vor allem in der Altstadt. Von der historischen Stadtbefestigung sind zwei Tore zur Altstadt erhalten, das Krakauer Tor und das Grodzka-Tor. Zwischen dem Grodzka-Tor und dem Schloss befand sich bis 1942 ein jüdisches Viertel, das während der deutschen Besatzung Polens völlig zerstört wurde. Heute zeigt sich an Stelle seiner östlichen Bereiche der halbrunde Schlossplatz (pl. Zamkowy), dessen Grundriss und historisierende Bebauung 1956 völlig frei erfunden wurde. Das Lubliner Schloss wurde erstmals im 14. Jahrhundert errichtet und später oft umgebaut. Das historische Rybna-Tor wurde 1952 rekonstruiert. Von großer kunsthistorischer Bedeutung ist die königliche Kapelle auf dem Schloss, in der alte byzantinische und altrussische Malereien aus der Zeit der Jagiellonen erhalten sind. Die als Jesuitenkirche erbaute Johanneskathedrale gilt als eine der ersten Barockbauten in Polen. Vor 1409 entstand die Heiliggeistkirche, 1412 die Marienkirche, 1638 die Agneskirche, 1644 die Mariä-Empfängnis-Kirche und 1680 die Eliaskirche. Die Peterskirche (poln. Kościół św. Piotra Apostoła) befindet sich vor den Toren der Altstadtmauer.

### Theater
In Lublin sind gegenwärtig neun Theater beheimatet: das Teatr im. Juliusza Osterwy, das Teatr Lalki i Aktora im. Hansa Christiana Andersena, das Teatr Muzyczny, das Ośrodek Praktyk Teatralnych Gardzienice, das Teatr Provisorium und das Kompania Teatr.
Unter dem Dach der Katholischen Universität Lublin (KUL) entstanden als studentische Bühnen: das Theater Scena Plastyczna KUL, das Teatr Enigmatic, (zuvor Teatr ITP) und das Prevue Stage Invitro – hierbei handelt es sich um Live- und Experimentaltheater.

### Sport
Der örtliche Speedway (Bahnsport)-Club, Speedway Motor Lublin, ist in der höchsten polnischen Liga, der Speedway Ekstraliga aktiv.
In der Saison 2025/2026 spielt der ansässige Fußballverein, Motor Lublin, in der erstklassigen Ekstraklasa. Die Heimspiele finden in der Arena Lublin statt.

### Kinos
Zu den bekanntesten Kinos gehören das CINEMA CITY und das BAJKA CINEMA.

### Museen
Das Mahnmal und zugleich die nationale Gedenkstätte des ehemaligen Konzentrationslagers Majdanek im Stadtteil Kosminek ist über die Landesgrenzen bekannt.
Die Burganlage von Lublin ist ein nationales Kulturdenkmal und beherbergt mehrere Museen und Sammlungen. Das Muzeum Lubelskie informiert über Burg- und Stadtgeschichte, mit den Ausstellungsorten: Muzeum Zakładu Historii Farmacji, das Muzeum Literackie im. Józefa Czechowicza, das Muzeum Martyrologii „Pod Zegarem“, das Dworek Wincentego Pola sowie das Diözesan-Museum der Katholischen Kirchenprovinz Lublin. Innerhalb der Altstadt befinden sich zahlreiche private Ausstellungen und Sammlungen, die individuell oder bei Stadtführungen besichtigt werden können, zu ihnen gehört auch eine spezielle Führung durch die mittelalterlichen Gänge und Kellergewölbe unter dem Marktplatz. Lublin war viele Jahrhunderte das Zentrum einer blühenden jüdischen Gemeinschaft. An diese Zeit erinnert die Yeshiva Chachmej – Thorah-Schule. Über die Entwicklung der Region Lublin informiert das in Stadtnähe befindliche ethnographische Museum Muzeum Wsi Lubelskiej. In einer 27 Hektar großen Dorfanlage werden die Haustypen der Region, traditionelle Kultur und Brauchtumspflege sowie alte Handwerkstechniken präsentiert. Der 25 Hektar große Botanische Garten in Lublin befindet sich am Ufer der Czechowka, Besucher können im Jahresverlauf 6500 unterschiedliche Pflanzen kennenlernen. Der Park ist auch beliebte Kulisse für Open-Air-Konzerte und Sommerfeste.
Die staatliche Gedenkstätte und das Museum Majdanek befinden sich auf dem Gelände des ehemaligen Konzentrations- und Vernichtungslagers südlich der Stadt an der Straße nach Zamość.

### Galerien
Die Kunstszene Lublins pflegt eine enge Zusammenarbeit mit den Hochschulen. Studenten und Absolventen können beispielsweise in der art galery of scena plastyczna ihre ersten Erfahrungen im Kunstbetrieb machen. Weitere Galerien sind die Andzelm Gallery, die Galerie PO SCHODACH, die PRZY BRAMIE GALLERY und die Galeria Biała im Kulturzentrum.

### Musik und Oper
Als Haus für Klassische Musik ist die Henryk Wieniawski Philharmonie berühmt. Im Stadtzentrum befindet sich das Opernhaus.

### Sächsischer Garten
Der Lubliner Stadtpark (pol.
Ogród Saski), wurde 1837 im englischen Stil errichtet. Er umfasst circa 12 Hektar Fläche. In Warschau besteht ein gleichnamiger Sächsischer Garten, an den der Lubliner Park angelehnt ist.

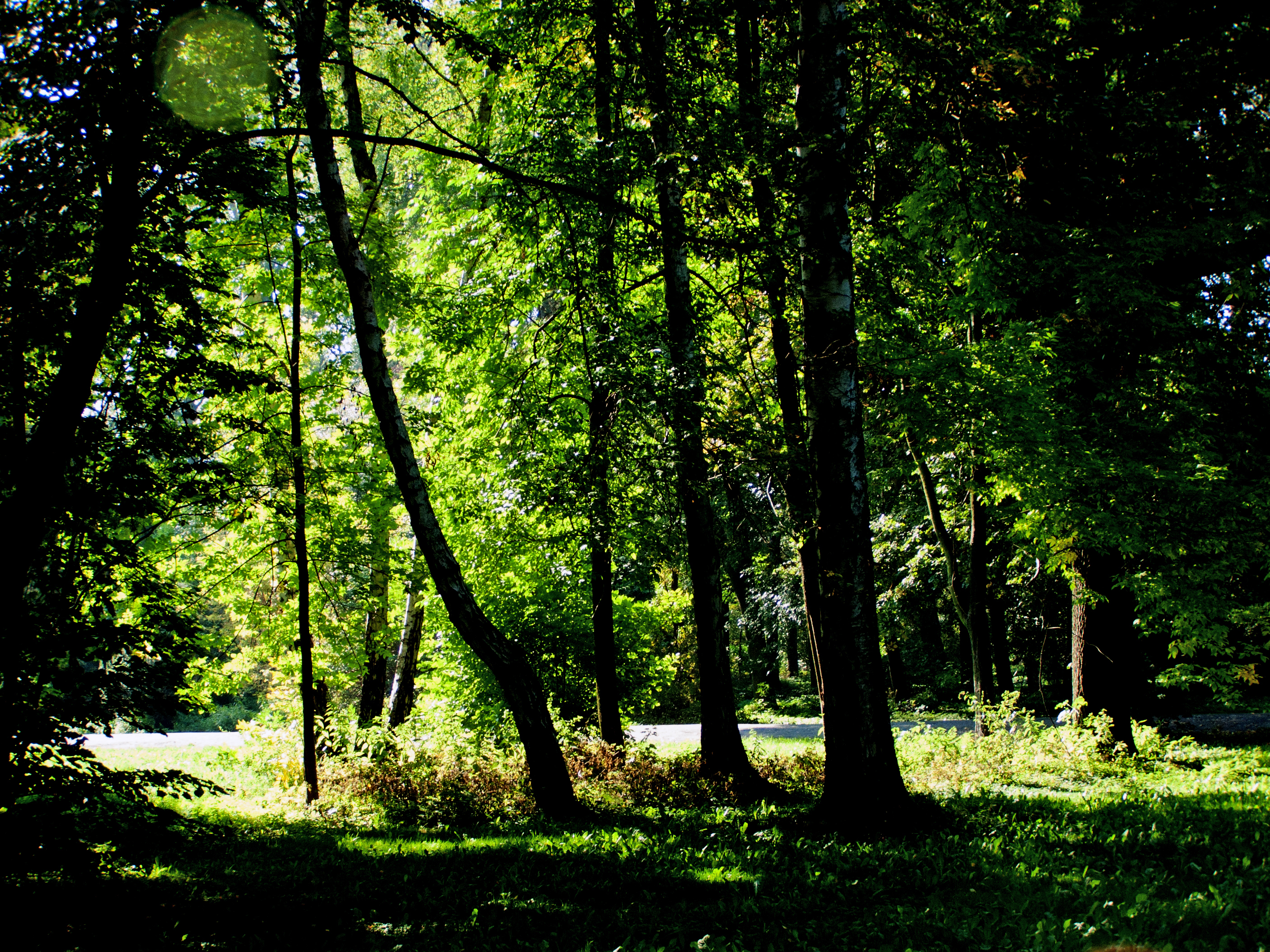
Ogród Saski in Lublin

### Kulturvereine
Zum kulturellen Angebot der Großstadt Lublin tragen zahlreiche Vereine, Chöre, Orchester und Projektgruppen bei. Die professionelle Betreuung und Trägerschaft liegt beim Lublin Culture Centre oder (bei Studenten-Projekten) dem Akademickie Centrum Kultury „Chatka Żaka“.

### Sonstige Bauwerke
Centrum Spotkania Kultur

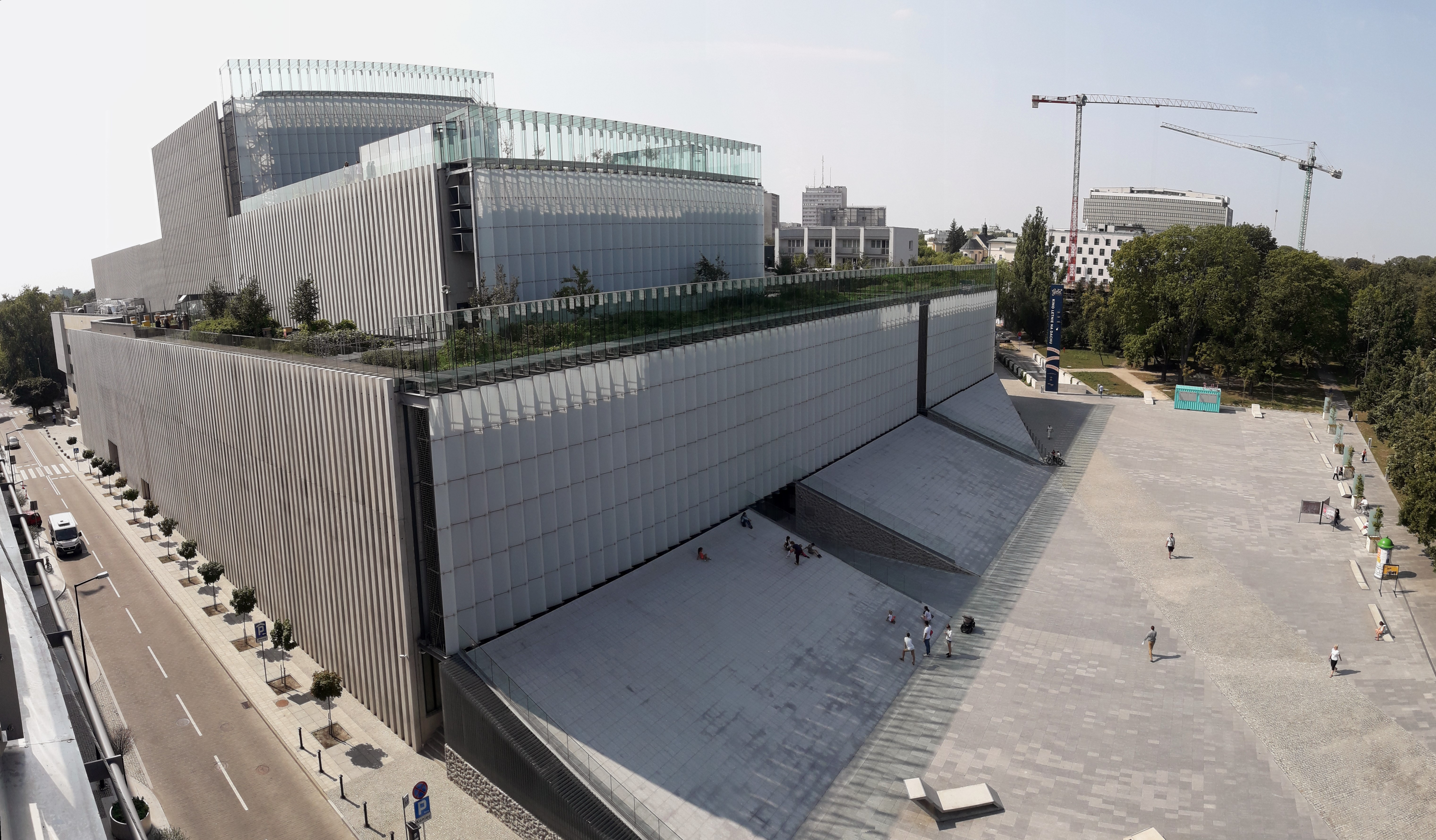
Kulturzentrum am Plac Teatralny

Im 2015 eröffneten Begegnungszentrum der Kulturen (pol. Centrum Spotkania Kultur) finden seitdem Konzerte, Theatervorstellungen und diverse kulturelle Veranstaltungen statt.
Grey Office Park

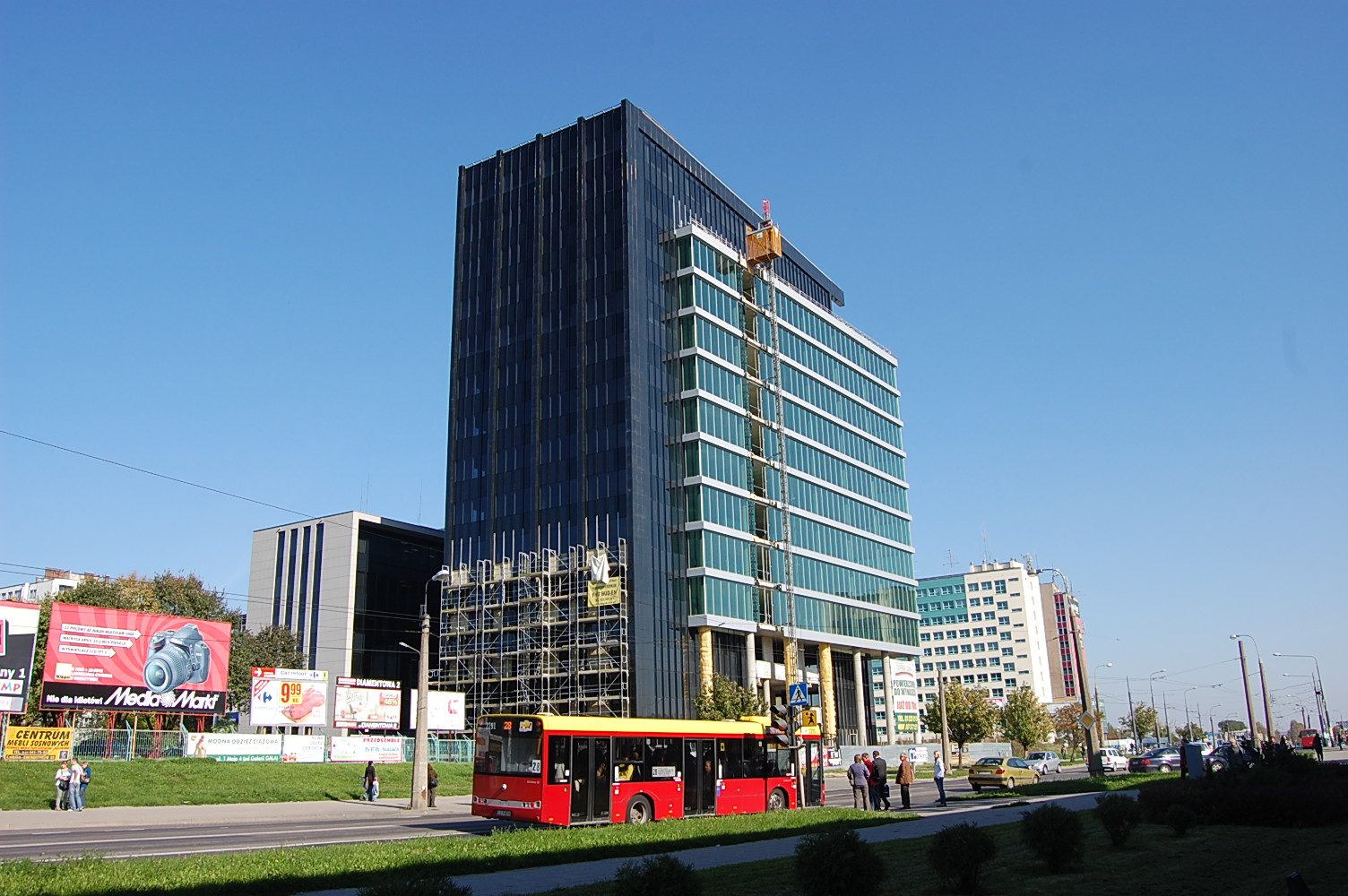
Bürogebäude im Grey Office Park, Tomasz-Zan-Straße

Der 104 Meter hohe Sendeturm in der Raabe-Straße fällt durch seine ungewöhnliche Bauweise auf, denn er besteht aus einem freistehenden Betonturm, der in einer offenen kastenförmigen Konstruktion steht. Generell prägen vielseitige Wohn- und Bürotürme das Stadtbild der Nachkriegszeit. Exemplarisch illustriert der Büro-Komplex Grey Office Park im LSM-Quartier eine glasbetonte Büroarchitektur. In der Nachbarschaft wurde ein weiterer 19-stöckiger, zugleich 58,5-hoher Wohnturm konzipiert und realisiert.
Das Reiterstandbild Josef Pilsudski befindet sich auf dem Litauischen Platz.

## Wirtschaft und Infrastruktur

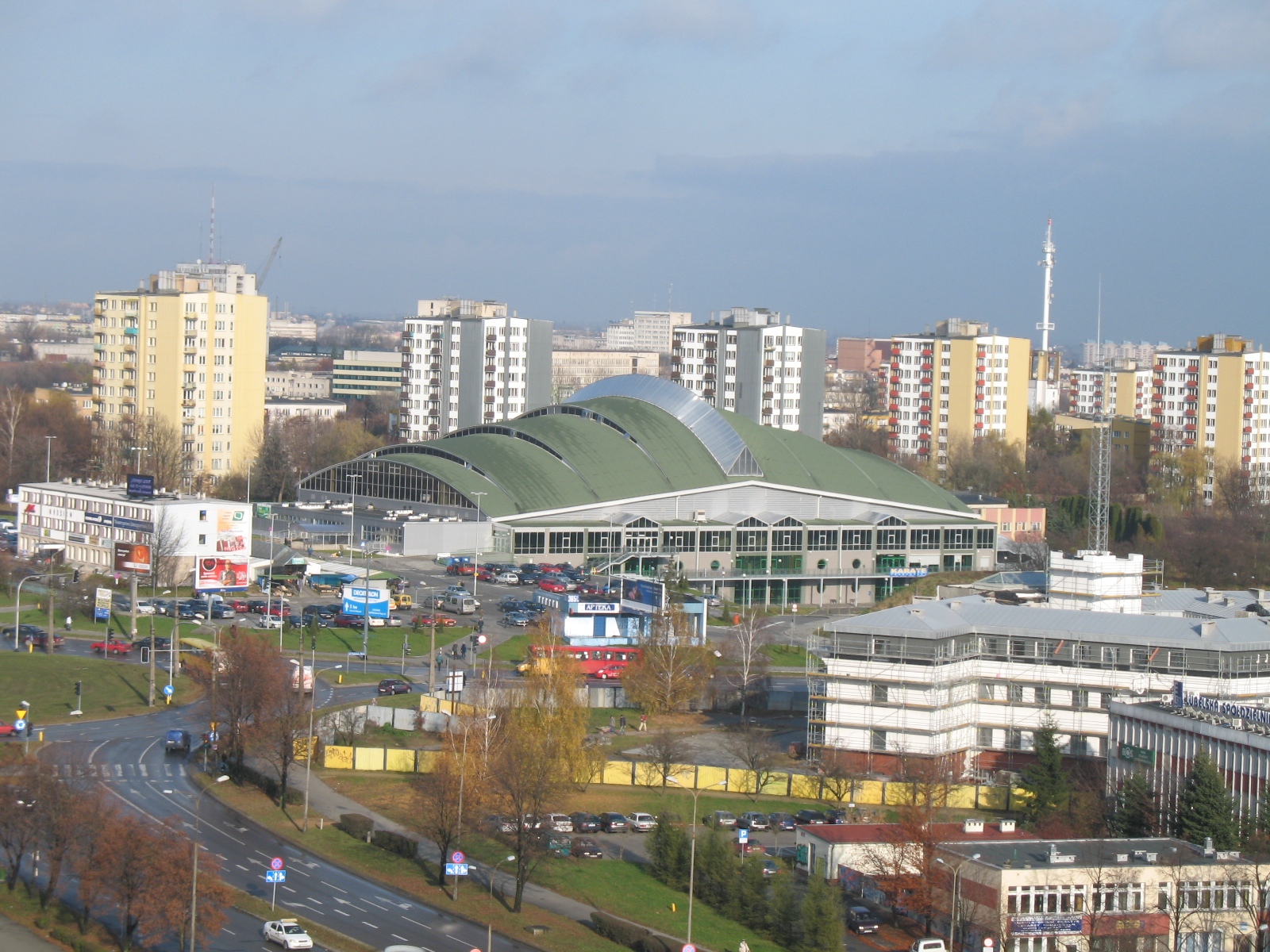
Sport und Congress-Zentrum GLOBUS

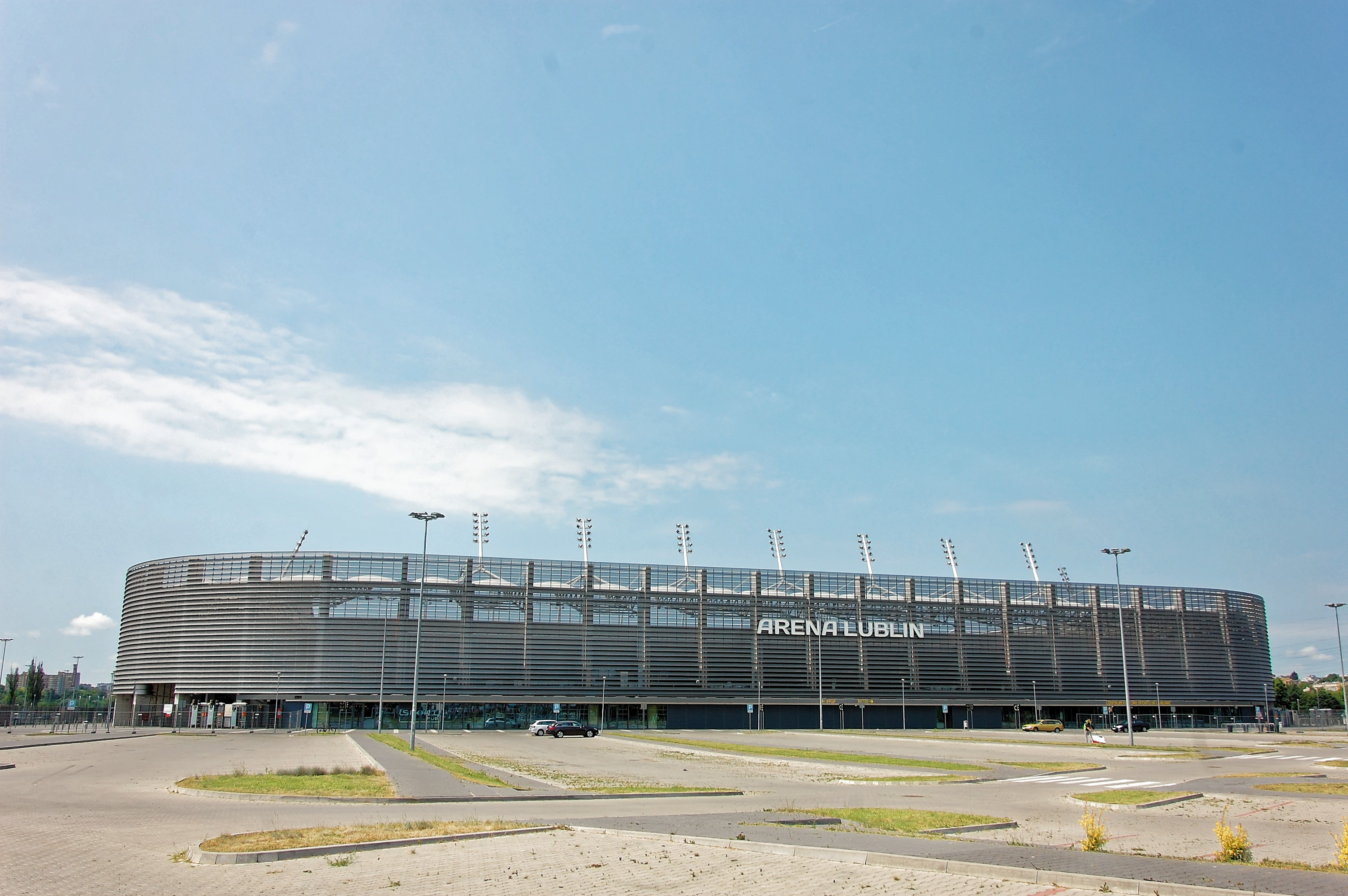
Arena Lublin

Die Wirtschaftskraft der ostpolnischen Großstadt bildet eine Basis für die wirtschaftliche Zusammenarbeit mit den osteuropäischen Nachbarstaaten Belarus und der Ukraine. Gegenwärtig (2010) besitzt die Stadt 38.000 Gewerbebetriebe und Unternehmen, dazu gehören auch 645 Unternehmen mit ausländischer Beteiligung.
Die Wirtschaftsstruktur der Stadt bietet 111.600 Arbeitsplätze – davon entfallen etwa 23.100 auf Industrie und Bauwesen, 86.500 auf den Dienstleistungssektor (mit Bildung- und Forschung) und 1.800 auf die Land- und Forstwirtschaft. In der Metropolregion Lublin leben über 715.000 Menschen, dazu gehören etwa 100.000 Studenten. Lublin ist in demographischer Sicht eine Stadt der Jugend. Für die Trinkwasserversorgung der Großstadt wurde der Stausee Zemborzyce angelegt.

### Verkehr

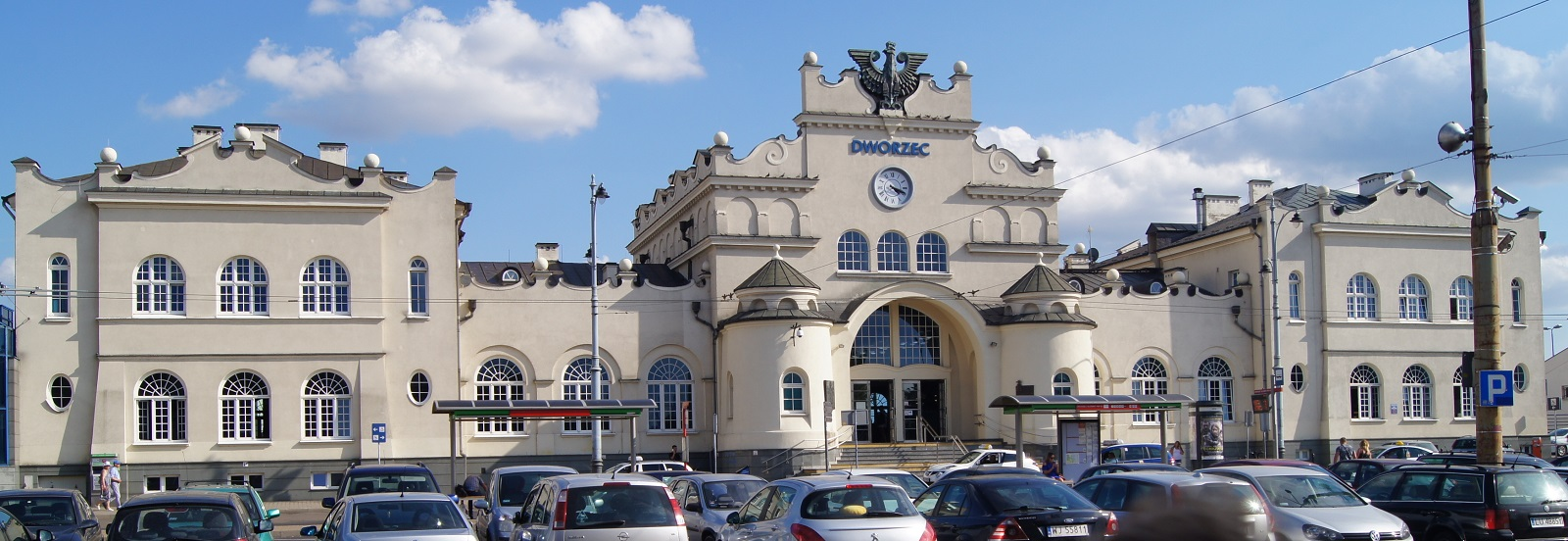
Der Lubliner Hauptbahnhof

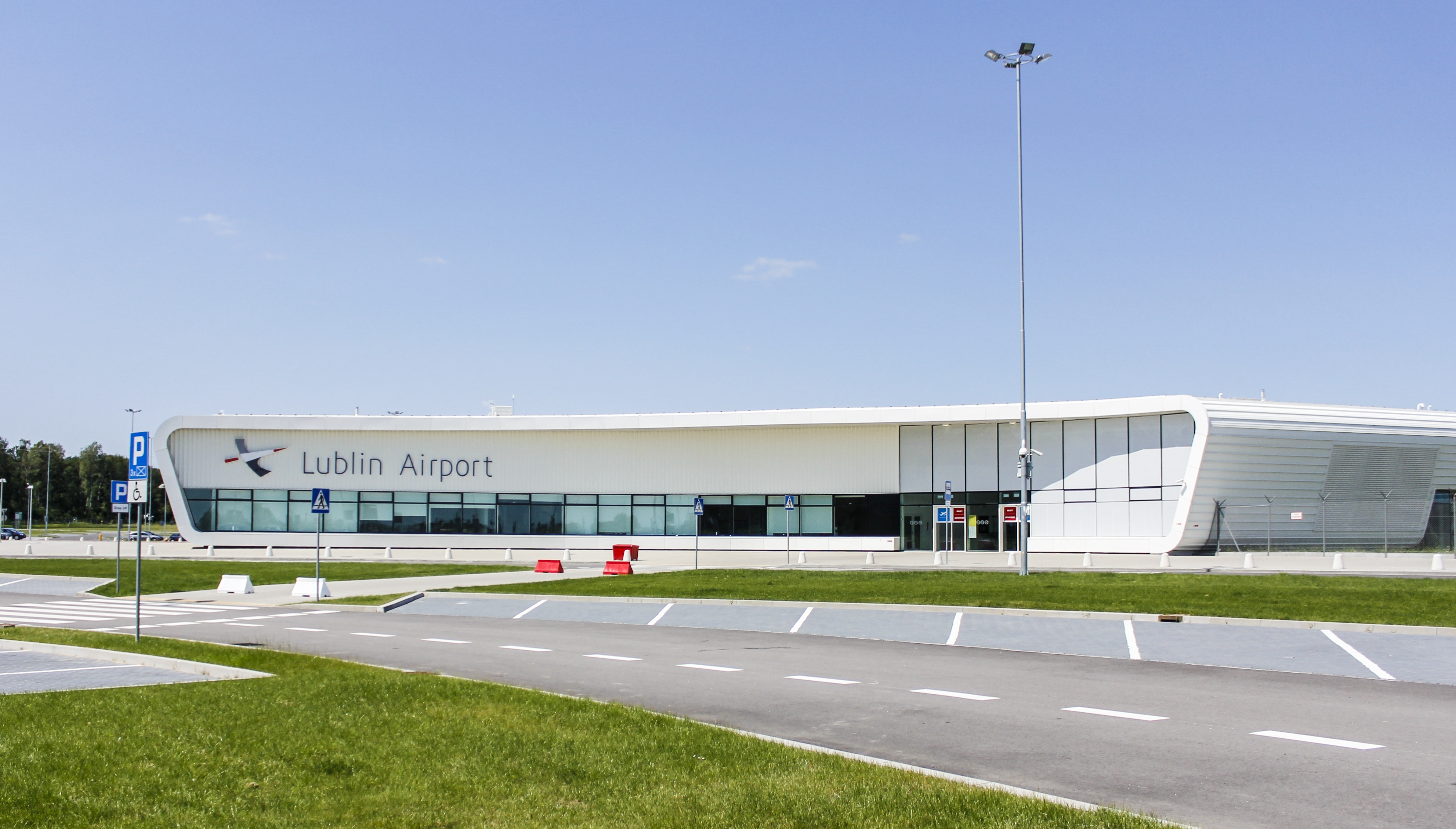
Flughafen Lublin-Świdnik

Seit dem Mittelalter ist Lublin ein wichtiger Verkehrsknoten. Durch die Stadt führen die folgenden Landesstraßen:
- Droga krajowa 12: Łęknica – Leszno – Kalisz – Piotrków Trybunalski – Radom – Lublin – Dorohusk – Kiew
- Droga krajowa 17: Warschau – Lublin – Lemberg
- Droga krajowa 19: Białystok – Lublin – Rzeszów

Lublin hat eine Nordumfahrung per Schnellstraße und soll über die S12, S17 und S19 an die Autobahnen A1, A2 und A4 angebunden werden.
Die Stadt hat sich seit Eröffnung der ersten Bahnlinie im Jahr 1877 zu einem Bahnknotenpunkt entwickelt. Der in den 1920er Jahren umgebaute Bahnhof gehört zu den wichtigsten des Landes. Die Strecke über Nałęczów nach Dęblin wird gegenwärtig modernisiert. In dieser Zeit übernehmen IC-Busse nach Radom und Regionalbusse den Schienenersatzverkehr. (Stand: November 2018)
Der Flughafen Lublin-Świdnik (Port Lotniczy Lublin – IATA-Flughafencode LUZ) sollte bis zur Fußball-Europameisterschaft 2012 in Betrieb gehen. Die Gesamtkosten dieser Investition lagen bei 200 Mio. PLN (ca. 56 Mio. Euro). Zum Ausbau gehörte eine 2.200 m lange Startbahn. Am 17. Dezember 2012 landete um 12:20 UTC als erstes Linienflugzeug eine Boeing 737 der Ryanair (EI-DLK) von London-Stansted kommend mit Flugnummer FR9524 auf dem Flughafen von Lublin. Der Rückflug nach London-Stansted mit der Flugnummer FR9525 erfolgte um 13:05 UTC. Daneben besteht der Verkehrslandeplatz Lublin-Radawiec im Westen der Stadt.

### Nahverkehr
In Lublin verkehren neben Autobussen auch 13 Oberleitungsbuslinien. Der ÖPNV in Lublin ist seit April 2019 für Menschen ab 65 Jahren kostenlos.

### Ansässige Unternehmen
Nach dem Krieg wurde in Lublin die Autofabrik Fabryka Samochodów Ciężarowych (FSC) gegründet, in der unter anderem der Transporter Żuk (1958–1998) und der Daewoo Nexia (1995–1998) gefertigt wurden.
- Die Międzynarodowe Targi Lubelskie (Internationale Messe Lublin) ist Veranstalter der größten Fachmessen und Ausstellungsevents in Ostpolen. An den alljährlich veranstalteten Fachmessen nehmen Vertreter aus dem polnischen Bauwesen, Automobilindustrie, Tourismus, Landwirtschaft, Energetik, Gesundheitswesen und Bildungswesen teil.
- Der Lubliner Großhandelsmarkt AG – der Großhandelsmarkt ist der umsatzstärkste Betrieb für landwirtschaftliche Produkte und Lebensmittel im Südosten Polens.[16]

### Wirtschaftliche Verbände und Einrichtungen
Lublin ist der Hauptsitz oder größere Filiale folgender Einrichtungen:
- Polnischer Arbeitgeberverband – Filiale Lublin
- Business Centre Club
- Stiftung für die Entwicklung der Lubliner Region
- Kammer für Handwerk und Unternehmertum in Lublin
- Lubliner Stiftung für Entwicklung
- Polnische Handwerkskammer – Filiale Lublin
- Lubliner Sejmik für Wirtschaft
- Lubliner Arbeitgeberforum
- Polnische Stiftung der Zentren zur Förderung der Wirtschaftsentwicklung „OIC Poland“
- Rat für Unternehmertum der Lubliner Region
- Regionale Wirtschaftskammer Lublin

## Bildung
Bildung und Forschung wurden zu einem wichtigen Wirtschaftszweig, über 100.000 Studenten leben in der Stadt. Es entstanden fünf staatliche Universitäten und zwölf private Hoch- und Fachschulen, die älteste Universität ist die 1918 gegründete Katholische Universität (KUL).

### Universitäten

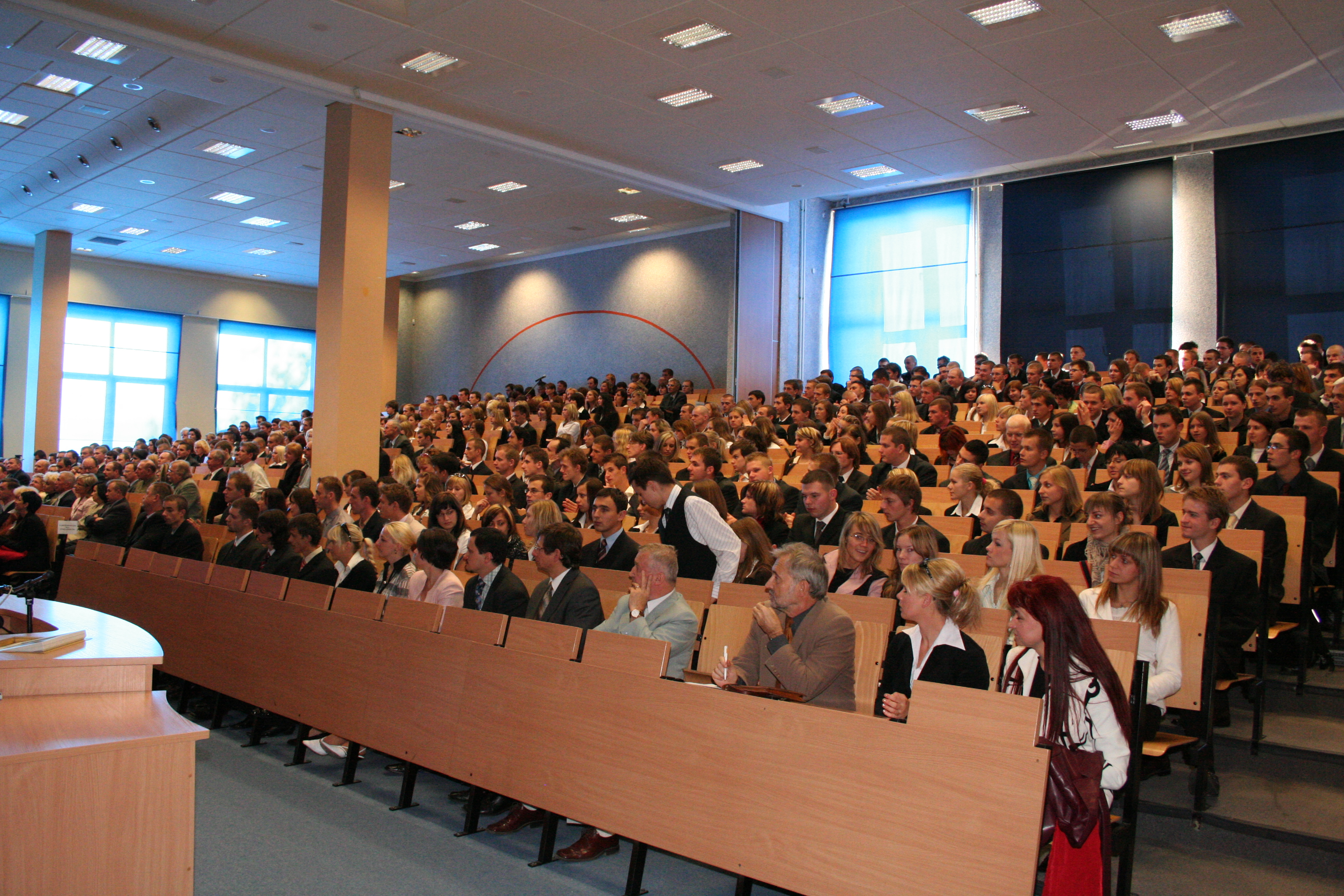
Zum Studium in Lublin

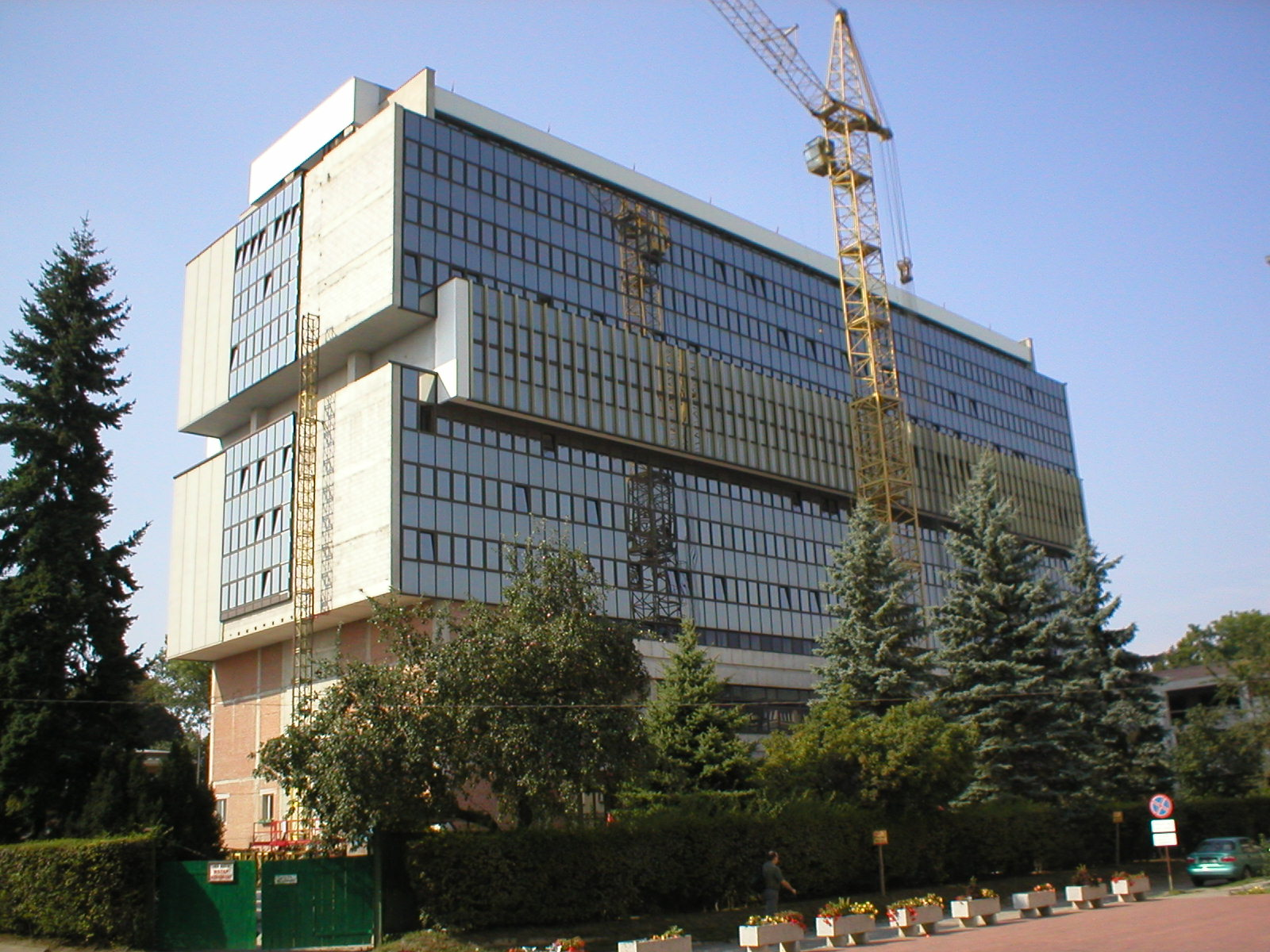
Katholische Universität Lublin

Lublin ist Sitz von fünf Universitäten und mehr als zehn privaten Hochschulen
- Katholische Universität Lublin (Katolicki Uniwersytet Lubelski, KUL) – ist die älteste Universität der Stadt, sie wurde bereits 1918 gegründet.
- Maria-Curie-Skłodowska-Universität (Uniwersytet Marii Curie-Skłodowskiej, UMCS)
- Medizinische Universität Lublin (Uniwersytet Medyczny w Lublinie) und
- Naturkundliche Universität Lublin (Uniwersytet Przyrodniczy w Lublinie)
- Technische Universität Lublin (Politechnika Lubelska)

Außerdem befindet sich in Lublin das Kollegium Polnischer und Ukrainischer Universitäten (www.ekpu.lublin.pl).

### Private Hochschulen
- Hochschule für Wirtschaft und Innovation (www.wsei.lublin.pl)
- Hochschule für Unternehmertum und Verwaltung (www.wspa.pl)
- Hochschule für Sozialwissenschaften (www.wsns.lublin.pl)
- Hochschule für Sozial- und Naturwissenschaften (www.wssp.edu.pl)
- König-Władysław-Jagiełło-Hochschule Lublin (www.lsw.edu.pl)
- Businessschule Lublin (www.lbs.pl)
- Pädagogische Hochschule Warschau, Außenstelle in Lublin (www.wsptwp.eu/n/lublin)
- Hochschulübergreifendes Melchior-Wańkowicz-Institut für Journalistik und Sozialwissenschaften in Lublin (www.lublin.euczelnia.com)[16]

### Institute und Forschungszentren
Auch mit Unterstützung der EU entstanden am Forschungsstandort Lublin
- Zentrum für Biotechnologie der Maria-Curie-Skłodowska-Universität
- Zentrum für Elektronik, Optoelektronik und Teleinformatik (Technische Universität Lublin)
- Zentrum für Umweltschutz (Technische Universität Lublin)
- Zentrum für Nanotechnologie (Maria-Curie-Skłodowska-Universität)

Im Aufbau befinden sich noch:
- Zentrum für Arzneimittel und Impfstoffe
- Zentrum für Lebensmitteltechnologie
- Zentrum für Technologietransfer und Projektmanagement

## Persönlichkeiten
- Jan z Lublina (um 1490 – um 1550), Komponist und Organist
- Joel Serkes (1561–1640), jüdischer Gelehrter und Rabbiner
- Stanisław Kostka Potocki (1755–1821), Politiker
- Karol Lipiński (1790–1861), Violinist, Komponist und Operndirigent
- Wincenty Pol (1807–1872), Schriftsteller, Geograph und Ethnograph
- Władysław Taczanowski (1819–1890), Zoologe
- Ludwik Karol Teichmann (1823–1895), Anatom
- Henryk Wieniawski (1835–1880), Komponist und Violinist
- Józef Wieniawski (1837–1912), Komponist und Pianist
- Johannes Hermann Zukertort (1842–1888), Schachmeister
- Émile Meyerson (1859–1933), Chemiker, Journalist, Verwaltungsfachmann und Wissenschaftsphilosoph
- Antoinette Szumowska-Adamowska (1868–1938), Pianistin und Musikpädagogin
- Sergei Lebedew (1874–1934), russischer Chemiker
- Mieczysława Ćwiklińska (1879–1972), Schauspielerin
- Bolesław Bierut (1892–1956), Politiker
- Larissa Reissner (1895–1926), Schriftstellerin und Revolutionärin
- Eugeniusz Eibisch (1896–1987), Maler und Hochschullehrer, Rektor der Krakauer Kunstakademie
- Maria Gorczyńska (1899–1959), Schauspielerin
- Zygmunt Puławski (1901–1931), Flugzeugkonstrukteur und Pilot
- Fred Rose (1907–1983), kanadischer Politiker
- Alina Scholtz (1908–1996), Landschaftsarchitektin
- Leo Zuckermann (1908–1985), deutscher Kommunist
- Bronisława Wajs (1910–1987), Roma-Dichterin und Sängerin
- Anna Langfus, geb. Anna-Regina Szternfinkiel, (1920–1966), polnisch-französische Schriftstellerin und Holocaustüberlebende
- Julia Hartwig (1921–2017), Dichterin, Essayistin, Übersetzerin und Kinderbuchautorin
- Danuta Mostwin (1921–2010), polnisch-US-amerikanische Schriftstellerin, Sozialarbeiterin und Migrationswissenschaftlerin
- Wanda Półtawska (1921–2023), Psychiaterin, KZ-Überlebende und Autorin
- Hela Felenbaum-Weiss (1924–1988), KZ-Überlebende und Partisanin
- Arthur J. Freeman (1930–2016), US-amerikanischer theoretischer Physiker
- Joseph Mélèze-Modrzejewski (1930–2017), Rechtshistoriker, Papyrologe und Hochschullehrer
- Nechama Tec (1931–2023), Hochschullehrerin, Autorin und Holocaustüberlebende
- Zvi Lothane (* 1934), Psychiater und Psychoanalytiker jüdischen Glaubens in New York City
- Andrzej Czuma (* 1938), polnischer Politiker
- Piotr Szczepanik (1942–2020), populärer Musiker und Schauspieler
- Waldemar Tura (* 1942), Schachkomponist
- Salomon Korn (* 1943), Vorsitzender der Jüdischen Gemeinde in Frankfurt am Main
- Janusz Lewandowski (* 1951), Politiker
- Józef Niewiadomski (* 1951), Theologe
- Andrzej Sontag (* 1951), Dreispringer
- Zofia Popiołek (* 1952), Sejmabgeordnete
- Tomasz Wójtowicz (1953–2022), Volleyballspieler
- Władysław Żmuda (* 1954), Fußballspieler und -trainer
- Krzysztof Zbigniew Kamiński (* 1957), Politiker
- Jerzy Kornowicz (* 1959), Komponist, Vorsitzender des Polnischen Verbands der Komponisten
- Elżbieta Kruk (* 1959), Politikerin
- Rafał Ślusarz (* 1962), Mediziner und Politiker
- Agnieszka Suchora (* 1968), Schauspielerin
- Marcin Wierzbicki (* 1969), Komponist und Musikpädagoge
- Piotr Chmielewski (* 1970), Radrennfahrer
- Jacek Bąk (* 1973), Fußballspieler
- Adam Bab (* 1974), römisch-katholischer Geistlicher und Weihbischof in Lublin
- Krzysztof Hetman (* 1974), Politiker
- Jakub Wierzchowski (* 1977), Fußballspieler
- Skubas (* 1981), Sänger, Komponist und Gitarrist
- Agnieszka Polska (* 1985), Künstlerin
- Paulina Barzycka (* 1986), Schwimmerin
- Michał Kabaciński (* 1988), Politiker
- Anna Próchniak (* 1988), Schauspielerin
- Michał Szyba (* 1988), Handballspieler
- Paula Mazurek (* 1991), Beachhandballspielerin
- Aleksandra Mirosław (* 1994), Sportkletterin
- Michał Jasiczek (* 1994), Skirennläufer
- Patryk Szysz (* 1998), Fußballspieler
- Julia Radelczuk (* 2006), Beachvolleyballspielerin